# Elisabeth Charlotte von der Pfalz (1597–1660)

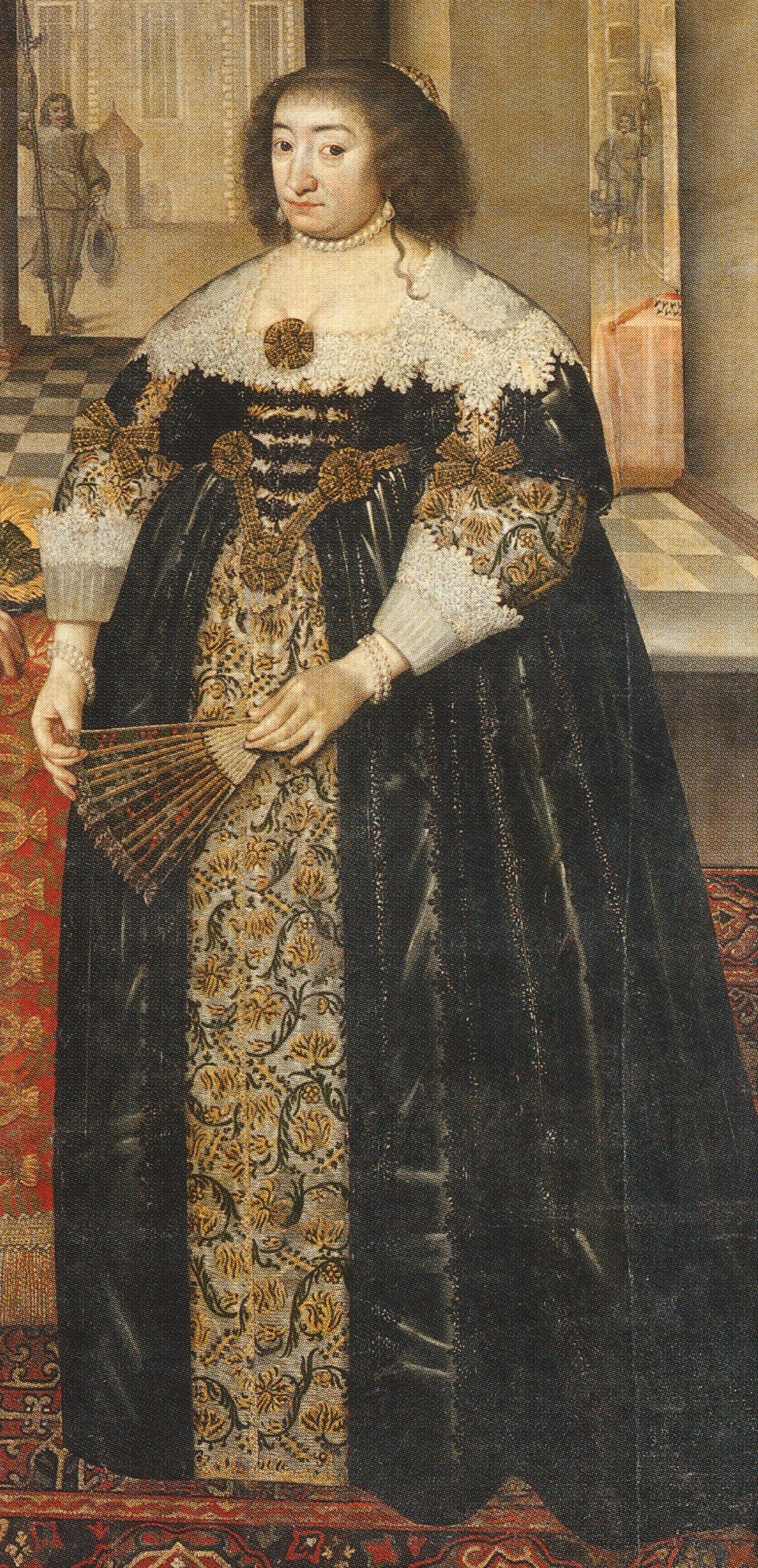
Elisabeth Charlotte von der Pfalz, Kurfürstin von Brandenburg

Elisabeth Charlotte von der Pfalz (* 9. Novemberjul. / 19. November 1597greg. in Neumarkt in der Oberpfalz; † 16. Apriljul. / 26. April 1660greg. in Crossen an der Oder) war Herzogin in Preußen und Kurfürstin von Brandenburg sowie Mutter des späteren Großen Kurfürsten Friedrich Wilhelm von Brandenburg.

## Leben
Elisabeth Charlotte war eine Tochter des Kurfürsten Friedrich IV. von der Pfalz und dessen Gemahlin Luise Juliana von Oranien-Nassau. Sie heiratete am 24. Juli 1616 in Heidelberg Georg Wilhelm, der drei Jahre später Kurfürst von Brandenburg wurde. Die Ehe sollte die protestantischen Häuser Brandenburg und Pfalz politisch miteinander verbinden.
Der Bruder der jungen Kurfürstin war Friedrich V. von der Pfalz, der zugleich als Oberhaupt der Protestantischen Union eine wichtige Rolle in der Reichspolitik spielte. Sie war somit die Schwägerin von Elisabeth Stuart, der Tochter des ersten britischen Königs James I. Da Friedrich V. seit dem Herbst 1618 im Böhmischen Ständeaufstand als „Winterkönig“ die böhmische Königskrone erlangte und damit den Dreißigjährigen Krieg auslöste, verschärfte sich auch die Lage des brandenburgischen Kurfürstentums. Georg Wilhelm galt als schwach und wankelmütig, sodass Elisabeth Charlotte durchsetzte, dass ihr Bruder nach seiner Vertreibung aus Böhmen zunächst im brandenburgischen Küstrin Schutz fand. Brandenburg geriet damit zunehmend in Opposition zum österreichischen Kaiserhaus.
In den inneren Angelegenheiten des Kurfürstentums spielte sie – obwohl eigentlich politisch eher uninteressiert – eine große Rolle. So opponierte sie mit der „protestantischen Hofpartei“ unter dem Geheimen Rat Samuel von Winterfeld zunächst erfolglos gegen den pro-österreichischen und katholischen Minister ihres Mannes Adam von Schwarzenberg. Der nachmalige brandenburgische Minister Otto Freiherr von Schwerin machte im Staatsdienst Karriere, nachdem er 1637 von der Kurfürstin in den Hofdienst aufgenommen worden war.

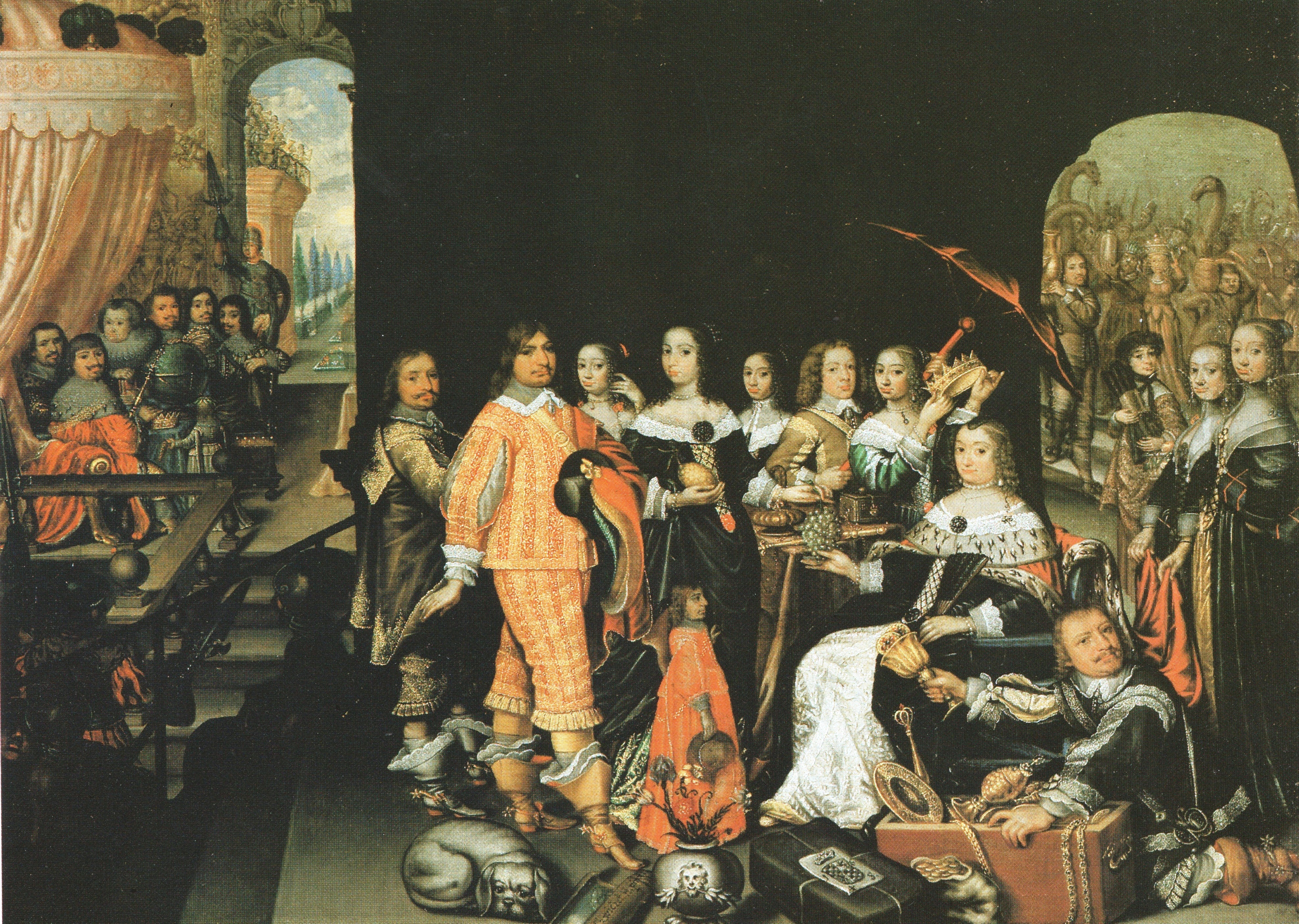
Elisabeth Charlotte (rechts auf dem Thron) bei der Eheschließung ihres Sohnes; Gemälde von Matthias Czwiczek (um 1650)

Eine weitere Bedeutung Elisabeth Charlottes lag in ihrer Rolle als Mutter des späteren „Großen Kurfürsten“ Friedrich Wilhelm. Für dessen Erziehung trugen sie und der Hofmeister Johann Friedrich von Kalkum maßgeblich die Verantwortung. Sie prägte dabei das protestantisch-religiöse Bewusstsein des späteren Herrschers. Den Sohn verband auch später eine tiefe Zuneigung zu seiner Mutter, was für die damaligen Umstände nicht gewöhnlich war.
Ihre letzten Lebensjahre verbrachte die Kurfürstin auf ihrem Witwensitz in Crossen an der Oder, wo sie am 26. April (16. April nach altem julianischem Kalender) 1660 verstarb. Ihr Grabmal befindet sich heute in der Hohenzollerngruft des Berliner Doms.

## Nachkommen
Elisabeth Charlotte heiratete am 24. Juli 1616 in Heidelberg Kurfürst Georg Wilhelm von Brandenburg, mit dem sie folgende Kinder hatte:
- Luise Charlotte (1617–1676)

⚭ 1645 Herzog Jakob Kettler von Kurland (1610–1681)
- Friedrich Wilhelm (1620–1688), der Große Kurfürst

⚭ 1. 1646 Prinzessin Luise Henriette von Oranien (1627–1667)
⚭ 2. 1668 Prinzessin Dorothea Sophie von Schleswig-Holstein-Sonderburg-Glücksburg (1636–1689)
- Hedwig Sophie (1623–1683)

⚭ 1649 Landgraf Wilhelm VI. von Hessen-Kassel (1629–1663)
- Johann Sigismund (*/† 1624)